# Совєтологія
Совєтоло́гія, або радянозна́вство, іноді: кремліноло́гія — наукова галузь у США та Західній Європі за часів Холодної війни, присвячена комплексному дослідженню СРСР. Вивчалися політика, ідеологія, економіка, соціальна структура та культура Радянського союзу. Через закритість країни (державну радянську цензуру та цілеспрямовану дезинформацію) дослідники використовували непрямі дані, експертний аналіз та розвідницьку інформацію для того, щоб зрозуміти те, що відбувалося всередині СРСР.
Після розпаду Радянського Союзу дослідницькі центри цієї наукової галузі було переорієнтовано на дослідження Росії та інших Пострадянських держав.

## Центри досліджень
- American Association for the Advancement of Slavic Studies (Американська асоціація для поступу славістичних студій) — нині: Association for Eurasian Studies (Асоціація для євразійських студій)
- The Association for the Study of Nationalities (ASN) — Асоціація студій національностей, Інституту міжнародних відносин, Колумбійський університет
- Atlantic Council — Атлантична рада США, незалежний аналітичний центр, переважно займається міжнародними відносинами атлантичної спільноти, але також опублікував багато документів, спрямованих на повноцінну інтеграцію України у міжнародний простір, формування її суверенітету та її євроатлантичну інтеграцію[1].

## Відомі совєтологи
- Абдурахман Авторханов
- Ален Безансон
- Збіґнєв Бжезінський
- Юзеф Марія Бохеньський
- Ніколя Верт
- Михайло Восленський
- Михайло Геллер
- Джордж Ф. Кеннан
- Стівен Коен
- Роберт Конквест
- Ендрю Кучінс
- Річард Пайпс
- Кондоліза Райс
- Анджей Росінський
- Адам Улям
- Мерл Фейнсод (1907—1972, Merle Fainsod)
- Олександр Янов